# نهائي كأس ملك إسبانيا 1985
نهائي كأس إسبانيا 1985 هو النهائي الثالث والثمانين. لعبت المباراة النهائية في ملعب سانتياغو بيرنابيو في مدريد، في 30 يونيو 1985، وفاز بها أتلتيكو مدريد بعد تغلبه على أتلتيك بيلباو 2-1.

## تفاصيل المباراة
| أتلتيكو مدريد                         | 2–1     | أتلتيك بيلباو     |
| ------------------------------------- | ------- | ----------------- |
| هوغو سانشيز 24' (ضربة جزاء)، ض.ج' 55' | (تقرير) | خوليو ساليناس 75' |